# Hillsboro, Ohio
Hillsboro är administrativ huvudort i Highland County i delstaten Ohio. Hillsboro hade 6 481 invånare enligt 2020 års folkräkning.

## Kända personer från Hillsboro
- Carey A. Trimble, politiker